# Liste der kubanischen Botschafter in der Schweiz

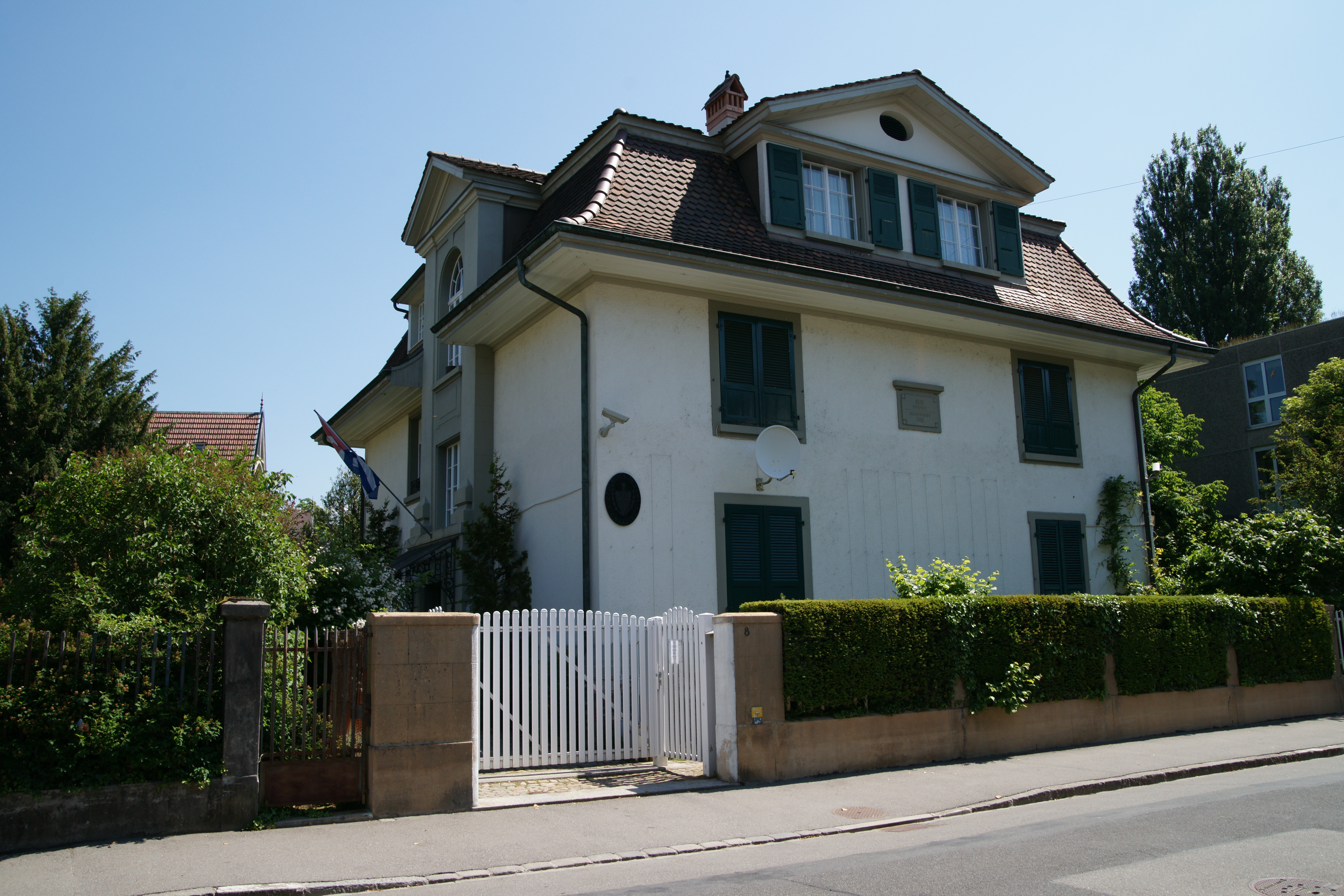
Die Botschaft bei der Schweizerischen Eidgenossenschaft befindet sich in der Gesellschaftsstrasse 8 in Bern.

| Agrément      | Akkreditiert  | Name                                | Bemerkung                                                                                                   | Dodis                                                                                            | ernannt während der Regierung von | akkreditiert während der Regierung von | Posten verlassen |
| ------------- | ------------- | ----------------------------------- | --- | ------------------------------------------------------------------------------------------------ | --------------------------------- | -------------------------------------- | ---------------- |
|               | 12. Apr. 1940 | Santiago Verdeja y Sardiña          | Gesandter, Amtssitz Paris (* 15. September 1909 in Havanna; † 20. Juni 1994 in Miami), Gesandter in Brüssel | Verdeja y Sardiña,Santiago in der Datenbank Dodis der Diplomatischen Dokumente der Schweiz       | Fulgencio Batista                 | Marcel Pilet-Golaz                     |                  |
|               | 1939          | José de la Luz-León                 | Geschäftsträger (* 23. Mai 1892 in Punta de Maisí, Baracozi; † 5. Juni 1981 in Havanna)                     |                                                                                                  | Fulgencio Batista                 | Marcel Pilet-Golaz                     | 1944             |
| 26. Nov. 1946 | 3. Dez. 1946  | Hector Ayala                        | Gesandter                                                                                                   | Ayala, Hector in der Datenbank Dodis der Diplomatischen Dokumente der Schweiz                    | Ramón Grau San Martín             | Karl Kobelt                            | 26. Okt. 1949    |
| 5. Aug. 1949  | 21. Okt. 1949 | Mariano Brull y Caballero           | Gesandter                                                                                                   | Brull y Caballero, Mariano in der Datenbank Dodis der Diplomatischen Dokumente der Schweiz       | Carlos Prío Socarrás              | Ernst Nobs                             |                  |
| 24. Juni 1946 | 6. Juli 1951  | Luis E. del Valle Raez              | Gesandter, 1940 Senator für Matanzas, Eigentümer der Azucarera Luis del Valley Hermanos                     | Valle Raez, Luis E. Del in der Datenbank Dodis der Diplomatischen Dokumente der Schweiz          | Carlos Prío Socarrás              | Eduard von Steiger                     |                  |
| 2. Sep. 1952  | 20. März 1953 | Renato Villaverde Ariza             | Gesandter                                                                                                   | Villaverde Ariza, Renato in der Datenbank Dodis der Diplomatischen Dokumente der Schweiz         | Fulgencio Batista                 | Philipp Etter                          | 23. Sep. 1955    |
| 27. Juli 1955 | 23. Sep. 1955 | Jorge Garcia Tunon                  | Gesandter                                                                                                   | Garcia Tunon, Jorge in der Datenbank Dodis der Diplomatischen Dokumente der Schweiz              | Fulgencio Batista                 | Max Petitpierre                        |                  |
| 13. Nov. 1956 | 11. März 1957 | Jorge Govantes Aguirre              | Gesandter                                                                                                   | Govantes Aguirre, Jorge in der Datenbank Dodis der Diplomatischen Dokumente der Schweiz          | Fulgencio Batista                 | Hans Streuli                           |                  |
| 29. März 1957 | 26. Juni 1957 | Jorge Govantes Aguirre              | Botschafter                                                                                                 |                                                                                                  | Fulgencio Batista                 | Hans Streuli                           |                  |
| 20. Juni 1958 | 11. Sep. 1958 | Giacomo Alberto Menasce-Farragi     | Ambassadeur                                                                                                 | Menasce-Farragi, Giacomo Alberto in der Datenbank Dodis der Diplomatischen Dokumente der Schweiz | Fulgencio Batista                 | Thomas Holenstein                      |                  |
| 24. Feb. 1959 | 21. Mai 1959  | Guillermo Salazar Sánchez           | Ambassadeur                                                                                                 | Salazar Sánchez, Guillermo in der Datenbank Dodis der Diplomatischen Dokumente der Schweiz       | Manuel Urrutia Lleó               | Paul Chaudet                           |                  |
|               | 4. Juli 1960  | Armando Bayo                        | Gesandtschaftsrat                                                                                           | Bayo, Armando in der Datenbank Dodis der Diplomatischen Dokumente der Schweiz                    | Osvaldo Dorticós Torrado          | Max Petitpierre                        |                  |
|               | 12. Aug. 1960 | Armando Bayo                        | Geschäftsträger                                                                                             |                                                                                                  | Osvaldo Dorticós Torrado          | Max Petitpierre                        |                  |
| 18. Sep. 1961 | 1. Dez. 1961  | José Ruiz Velasco                   | Ambassadeur                                                                                                 | Velasco, José Ruiz in der Datenbank Dodis der Diplomatischen Dokumente der Schweiz               | Osvaldo Dorticós Torrado          | Friedrich Traugott Wahlen              |                  |
|               | 23. März 1964 | Orlando Blanco Varona               | Botschaftsrat (* 6. März 1930)                                                                              | Blanco Varona, Orlando in der Datenbank Dodis der Diplomatischen Dokumente der Schweiz           | Osvaldo Dorticós Torrado          | Ludwig von Moos                        | 28. Dez. 1966    |
|               | 20. Apr. 1964 | Isabel Varona                       | Botschaftsrätin (* 5. Januar 1928)                                                                          | Varona, Isabel in der Datenbank Dodis der Diplomatischen Dokumente der Schweiz                   | Osvaldo Dorticós Torrado          | Ludwig von Moos                        | 19. Mai 1905     |
|               | 5. Okt. 1965  | Orlando Blanco Varona               | Geschäftsträger                                                                                             | Blanco Varona, Orlando in der Datenbank Dodis der Diplomatischen Dokumente der Schweiz           | Osvaldo Dorticós Torrado          | Hans-Peter Tschudi                     | 28. Dez. 1966    |
|               | 5. Juli 1967  | Orestes Barreda Perez               | Geschäftsträger                                                                                             | Barreda Perez, Orestes in der Datenbank Dodis der Diplomatischen Dokumente der Schweiz           | Osvaldo Dorticós Torrado          | Roger Bonvin                           | 1968             |
|               | 21. Juni 1968 | Américo Cruz y Fernández            | (* 1908) | Cruz y Fernández, Américo in der Datenbank Dodis der Diplomatischen Dokumente der Schweiz        | Osvaldo Dorticós Torrado          | Willy Spühler                          |                  |
|               | 1979          | Maria Jimens Martinez               | Pädraig Murphy                                                                                              | Jimens Martinez, Maria in der Datenbank Dodis der Diplomatischen Dokumente der Schweiz           | Fidel Castro                      | Hans Hürlimann                         | 6. Juni 1984     |
|               | 1984          | José López Sánchez                  | (* 4. Juni 1911; † 9. September 2004) Arzt, Medizinhistoriker                                               | López Sánchez, José in der Datenbank Dodis der Diplomatischen Dokumente der Schweiz              | Fidel Castro                      | Leon Schlumpf                          | 1986             |
|               | 26. Jan. 1996 | Serafin Gil Rodriguez Valdes        | 6. November 2012: Botschafter in Tunis, 2009: Zeremonienmeister,                                            |                                                                                                  | Fidel Castro                      | Jean-Pascal Delamuraz                  |                  |
|               | 26. Mai 2000  | Teresita De Jesus Vicente Sotolongo | 2009: Botschafterin in Ottawa                                                                               |                                                                                                  | Fidel Castro                      | Adolf Ogi                              |                  |
|               | 2000          | Carlos Amat Forés                   | [ 4 ] |                                                                                                  | Fidel Castro                      | Adolf Ogi                              | 2003             |
|               | 1. Apr. 2004  | Ana Maria Rovira Ingidua            | [ 5 ] |                                                                                                  | Fidel Castro                      | Joseph Deiss                           |                  |
|               | 18. Sep. 2008 | Isaac Roberto Torres Barrios        | [ 6 ] |                                                                                                  | Raúl Castro                       | Pascal Couchepin                       |                  |
|               | 22. Nov. 2012 | María del Pilar Fernández Otero     | 16. Dezember 1993 Botschaftsrätin für KulturAng in Wien                                                     |                                                                                                  | Raúl Castro                       | Eveline Widmer-Schlumpf                |                  |